# Euchlorostola interrupta
Euchlorostola interrupta är en fjärilsart som beskrevs av Walker 1856. Euchlorostola interrupta ingår i släktet Euchlorostola och familjen björnspinnare. Inga underarter finns listade i Catalogue of Life.